# Трацевський Михайло Миколайович
Миха́йло Микола́йович Траце́вський (3 січня 1897 , Любоничіd, Мінська губернія  — 1979 ) — український демограф і статистик.
Родом із Білорусі.
Закінчив Київський інститут народного господарства, після чого працював в Демографічному інституті АН УРСР з січня 1923 по листопад 1937 року.
Написав історичне дослідження населення українських міст 1825—1926 років (неопубліковано), опублікував аналіз населення Києва (1929) та дитячої смертності в Україні (1936).
1937 року заарештований, засуджений і висланий до Сибіру. Під час німецько-радянської війни перебував у Норильську. Реабілітований і звільнений в 1956 році.